# DDR-Bahn-Radmeisterschaften 1951 (Berufsfahrer)
Die DDR-Meisterschaften im Bahnradsport für Berufsfahrer wurden 1951 zum zweiten Mal ausgetragen. Die Meisterschaften im Berufsradsport der DDR fanden am 8. Juli auf der Radrennbahn Andreasried von Erfurt statt. Die Meistertitel wurden in den Disziplinen Sprint und Steherrennen vergeben. Die geplanten Meisterschaftsrennen in der Einerverfolgung und im Zweier-Mannschaftsfahren waren für den 1. September in Zwickau vorgesehen, fielen aber wegen schlechten Wetters aus.

## Sprint
Nachdem eine Reihe von gemeldeten Fahrern nicht angetreten war, fanden nur drei Vorläufe statt. Diese wurden von Herzau, Hermann Schild und Jürgen Müller gewonnen. Die Halbfinals entscheiden Drescher und Mauf sicher für sich. Im Finale verteidigte Heinz Drescher seinen Titel mit zwei Laufsiegen gegen Wesoly. Der stärker eingeschätzte Jürgen Müller unterlag im Finale um den dritten Platz gegen Mauf überraschend.

### Ergebnisse
|    | Name           | Ort    |
| -- | -------------- | ------ |
| 1. | Heinz Drescher | Berlin |
| 2. | Karl Wesoly    | Halle  |
| 3. | Wilfried Mauf  | Halle  |

## Steherrennen
Sieger der beiden Vorläufe über je 50 Kilometer wurden Richter und Troitsch. Für den Endlauf über 100 Kilometer hatten sich Richter, Troitsch, Hille, Keil, Förster, Huschke, Claessens und Hanusch qualifiziert. Das Finale musste wegen aufkommenden Regens verschoben werden. Nach hartem Kampf gewann Rudi Keil das Finalrennen.

### Ergebnisse
|    | Name             | Ort    |
| -- | ---------------- | ------ |
| 1. | Rudi Keil        | Erfurt |
| 2. | Werner Hanusch   | Berlin |
| 3. | Konrad Claessens | Erfurt |